# Сутуга, Алексей Владимирович
Алексей Владимирович Суту́га (24 января 1986, Иркутск, РСФСР, СССР — 1 сентября 2020, Москва, Россия) — активист движения антифа в России, левый скинхед, актёр Театра.doc, известный под прозвищем Сократ. 
Сутуга привлекался к уголовной ответственности за драку в клубе «Воздух», но был амнистирован, впоследствии осужден за нанесение побоев и хулиганство на 3 года и 1 месяц лишения свободы, признан политическим заключённым обществом «Мемориал». Скончался в НИИ имени Склифосовского 1 сентября 2020 года, не приходя в сознание, от травм, полученных в бытовой драке с уроженцами Чечни и Ингушетии. В апреле 2022 года вышла неавторизованная биография «Быть скинхедом. История антифашиста Сократа», в которую вошли воспоминания товарищей о Сутуге и уличной политике, его книга «Диалоги о тюрьме» и его выступления. Идут съемки документального фильма.

## Биография

### Ранняя деятельность
Алексей Сутуга родился в Иркутске, анархистом стал ещё в школе. Участвовал в ряде гражданских и экологических акций, был создателем антифашистской группировки фанатов клуба «Звезда», стоял у истоков анархистской организации «Автономное действие», изначально в Иркутске, в середине нулевых переехал в Москву. Кличку «Сократ» получил ещё в 00-е, когда прочитал сократические диалоги и стал сыпать цитатами оттуда. Алексей Сутуга стал одним из первых российских RASH. Получил некоторую известность во время нападения ультраправых бандитов с арматурой на палаточный лагерь экоактивистов под Ангарском, которые приехали протестовать против постройки завода по обогащению урана. В результате ночного избиения спящих погиб антифашист Илья Бородаенко, семь человек, включая Сократа, получили серьёзные травмы.
В Москве тех времён Сутуга занимался охраной панк-рок концертов от неонацистов. В начале нулевых антифашисты только защищали панков от нападений, но к 2006—2007 годам сами стали нападать на правые концерты, избивая нацистов и сбегая до того, как приедет милиция. Сократ любил «профилактические беседы» с малолетними бонами, которые после его подзатыльников бросали своё занятие, и не совершив серьёзных преступлений. Алексей мог и сам первым учинять драки с правыми скинами. Сутугу неоднократно задерживали во время протестных акций. Работал он разнорабочим на стройках и других работах, где нужна была недюжинная сила, в свободное время пел в панк-группе Working Boys. Несколько лет входил в группировку Ивана «Костолома» Хуторского, вместе с которым они охраняли концерты антифашистских групп и организовывали турниры по смешанным единоборствам под антирасистскими лозунгами. Когда в 2011 году Джефф Монсон приезжал на бой с Емельяненко, Сократ организовывал семинар по боевым искусствам, на котором выступил американский борец-анархист. Сутуга поддерживал фанатов киевского «Арсенала» и МТЗ-РИПО, посещал Украину, где у него с женой, тоже активисткой, родился сын Нестор, названный в честь Нестора Махно. В 2007 году попадал в разработку украинской милиции и СБУ, был арестован в Киеве, где хотел принять участие в акции против марша ультраправых организаций. Во время слежки за антифой был избит оперативник СБУ. В отделе милиции Сократ провёл несколько дней, подвергся пыткам, но уголовного дела избежал, так как избитый сотрудник безопасности отказался от заявления.

### Уголовное преследование
После создания центра Э правоохранительные органы всерьёз заинтересовались уличными фашистами и антифашистами, начали разрабатывать уголовные дела против них. На Сократа дважды возбуждали уголовные дела. Первое дело на Алексея Сутугу открыли за драку в московском ночном клубе «Воздух» в декабре 2011 года. Во время потасовки кто-то начал стрелять из травматического пистолета, несколько человек были ранены. Кроме Сократа обвиняемым по делу были антифашист Алексей «Шкобарь» Олесинов и ещё несколько человек. Им вменялось хулиганство и побои. 19 июня 2013 года Сутуга был освобождён под залог 700 тысяч рублей, отсидев в СИЗО больше года. Дело было закрыто в январе следующего года благодаря амнистии в честь двадцатилетия Конституции РФ. 
Через три месяца после амнистии 8 апреля 2014 года Сократа снова арестовали за стычку с ультраправыми в кафе «Сбарро», которая произошла 2 января 2014 года. 30 сентября Замоскворецкий суд Москвы приговорил Сократа к трём годам и одному месяцу лишения свободы. Приговор вынесла судья Елена Коробченко, осудившая впоследствии братьев Навальных. 17 декабря Мосгорсуд оставил приговор в силе. 20 марта 2015 года правозащитный центр «Мемориал» признал антифашиста Алексея Сутугу политзаключенным. Отбывал срок в исправительной колонии строгого режима № 2 в Иркутской области, известной жёстким обращением с заключёнными, неоднократно помещался в ШИЗО, объявлял голодовку. Освободился Сутуга 4 мая 2017 года.
Бывший стрейтэйджером до тюрьмы, после освобождения Сократ стал употреблять алкоголь. Ситуация в стране и движение антифа за время отсидки Сократа сильно изменились, и он заново пытался влиться в него, посещая концерты и тусовки. Несмотря на спад уличного насилия, Сократа всё равно звали охранять оппозиционные мероприятия от нежелательных людей. В 2018 году Лев Пономарёв доверил Сутуге охрану Сахаровского центра от представителей SERB во время конференции по делу «Сети». В 2019 году Сократ охранял феминистические чтения в поддёржку сестёр Хачатурян от активистов Мужского государства. Сутуга работал в строительной бригаде, которую сколотил вместе со знакомыми, занимался монтажом на выставках современного искусства, на военном полигоне «Алабино» для форума «Армия-2020», делал установки даже для съезда «Единой России». Играл роль в спектакте Театра.doc, посвящённом пыткам под делу «Сети». В мае 2020 года вышла книга Сократа «Диалоги о тюрьме», где он рассказал о своих злоключениях во время отбывания срока по второму уголовному делу (книга затем переиздана в рамках сборника «Быть скинхедом. История антифашиста Сократа»).

### Убийство
После освобождения Сократ не только не прекратил ездить на драки чуть ли не каждую неделю, но и в целом не изменил своим анархо-скинхедовским убеждениям. В конце августа 2020 года Алексей Сутуга попал в реанимацию института Склифосовского с ушибом головного мозга тяжёлой степени, переломами теменной и височной костей, отёком мозга и параличом правой половины лица. Злополучная драка произошла в ночь на 23 августа у станции Бауманская, где Сократ выпивал со знакомыми. У одного из собутыльников Сутуги был конфликт с продавщицей местной «Пятёрочки», предположительно, из-за попытки магазинной кражи. По словам друга Сутуги Алексея Гаскарова, после конфликта продавщица позвонила мужу-чеченцу, который через полтора часа приехал на разборки, взяв с собой ещё троих человек. По рассказу Гаскарова, первая драка между компаниями Сократа и мужа продавщицы завершилась без тяжких травм, но ещё через два часа эти же четверо человек напали на Сократа, когда тот был один. Повалив Сутугу на землю, обидчики собирались уходить, но Сократ встал и что-то сказал им, после чего его продолжили избивать ногами. У антифашиста было три перелома черепа: один от удара об асфальт, другие нанесли они. Поняв, что произошло, участники нападения положили Сократу под голову футболку и ушли.
26 августа Мещанский суд Москвы арестовал по факту драки четырёх уроженцев Чечни и Ингушетии: 27-летнего Сайхана Адаева, 21-летнего Ахмеда Гулоева, 21-летнего Ибрагима Балиева и 18-летнего Аслахана Садаева. Полиция по горячим следам задержала нападавших, на их одежде были следы крови. Им вменили нанесение тяжких телесных повреждений группой лиц (ч. 3 ст. 111 УК РФ). Утром 1 сентября от полученных травм Сократ скончался в реанимации.
Из-за бюрократической волокиты родным Алексея Сутуги поначалу не отдавали тело для похорон, но позже похороны всё-таки состоялись 19 сентября, прощание с покойным было в Сахаровском центре. 22 мая 2021 года Мещанский суд Москвы отпустил из СИЗО всех обвиняемых по делу об избиении Сократа под подписку о невыезде, несмотря на отсутствие у них всех официального источника доходов и регистрации в Москве. 8 июля состоялся суд, на который не явились трое из четырёх фигурантов; по данным адвоката Сидоркиной, они скрылись в Чечне. В суд пришёл только уроженец Ингушетии Ахмед Гулоев. Мосгорсуд признал законным решение выпустить под подписку о невыезде уроженцев Северного Кавказа, напавших на Сутугу.
В июне 2022 года Мещанский районный суд Москвы признал Ахмеда Гулоева в причинении смерти Сутуге по неосторожности и приговорил его к году и десяти месяцам ограничения свободы, обязав его выплатить два миллиона рублей семье погибшего.

## Личная жизнь
Жена — Ольга Невмержицкая, гражданка Украины, есть сын Нестор, живут в городе Овруч Житомирской области. Первое время они с Алексеем жили на Украине, потом Сократ стал ездить на заработки в Москву, но регулярно посещал жену с ребёнком, высылал деньги, содержа семью, так как жена не работала из-за болезни. Семья планировала перебраться в Москву, но этому не суждено было случиться из-за ареста Сократа в 2014 году. Невмержицкой отказывали во въезде в Россию из-за причастности к украинским социальным движениям и Евромайдану, в 2015 году её задерживали российские пограничники, когда пыталась приехать в Россию для встречи с родственниками мужа, но в итоге всё-таки пропустили.